# Перевозник, Маргарета
Маргарета Перевозник (рум. Margareta Perevoznic; 10 сентября 1936, Черновцы — 15 декабря 2015) — румынская шахматистка, международный мастер (1967) среди женщин.
Чемпионка Румынии (1962).
В составе сборной Румынии участница двух шахматных олимпиад (1963 и 1966 гг.). В 1966 г. в составе команды стала серебряным призёром олимпиады.